# 61 Geminorum
61 Geminorum är en misstänkt pulserande variabel av Delta Scuti-typ (DSCT:) i stjärnbilden Tvillingarna.
61 Geminorum har visuell magnitud +5,9 och varierar utan någon fastställd amplitud eller periodicitet. Den befinner sig på ett avstånd av ungefär 445 ljusår.